# BAFTA (премия, 1962)
15-я церемония вручения наград премии BAFTA

Лондон, Англия
Лучший фильм: 

Баллада о солдате 

Мошенник 

The Hustler
Лучший британский фильм: 

Вкус мёда 

A Taste of Honey
< 14-я Церемонии вручения 16-я >
15-я церемония вручения наград премии BAFTA за заслуги в области кинематографа за 1961 год состоялась в Лондоне в 1962 году.
В категорию «Лучший фильм» были включены две картины из США («Мошенник», «Нюрнбергский процесс»), по одной из Индии («Мир Апу»), Италии («Рокко и его братья»), СССР («Баллада о солдате») и Франции («Дыра») и пять из Великобритании, отмеченные также в номинации «Лучший британский фильм».
Ниже приведён полный список победителей и номинантов премии с указанием имён режиссёров, актёров и сценаристов, а также оригинальных и русскоязычных названий фильмов. Названия фильмов и имена кинодеятелей, победивших в соответствующей категории, выделены жирным шрифтом и отдельным цветом.
| Фильмы                                                                                         |                                           |                                     |                                                     |
| Категория                                                                                      | Фильм — русскоязычное название            | Фильм — оригинальное название       | Режиссёр                                            |
| Лучший фильм                                                                                   | • «Баллада о солдате»                     | —                                   | Григорий Чухрай                                     |
| Лучший фильм                                                                                   | • «Мошенник»                              | The Hustler                         | Роберт Россен                                       |
| Лучший фильм                                                                                   | • «Бродяги»                               | The Sundowners                      | Фред Циннеман                                       |
| Лучший фильм                                                                                   | • «Вкус мёда»                             | A Taste of Honey                    | Тони Ричардсон                                      |
| Лучший фильм                                                                                   | • «Длинный и короткий и высокий»          | The Long and the Short and the Tall | Лесли Норман                                        |
| Лучший фильм                                                                                   | • «Дыра»                                  | Le trou                             | Жак Беккер                                          |
| Лучший фильм                                                                                   | • «Мир Апу»                               | অপুর সংসার                             | Сатьяджит Рай                                       |
| Лучший фильм                                                                                   | • «Невинные»                              | The Innocents                       | Джек Клейтон                                        |
| Лучший фильм                                                                                   | • «Нюрнбергский процесс»                  | Judgment at Nuremberg               | Стэнли Крамер                                       |
| Лучший фильм                                                                                   | • «Рокко и его братья»                    | Rocco e i suoi fratelli             | Лукино Висконти                                     |
| Лучший фильм                                                                                   | • «Свистни по ветру»                      | Whistle Down the Wind               | Брайан Форбс                                        |
| Лучший британский фильм                                                                        | • «Вкус мёда»                             | A Taste of Honey                    | Тони Ричардсон                                      |
| Лучший британский фильм                                                                        | • «Бродяги»                               | The Sundowners                      | Фред Циннеман                                       |
| Лучший британский фильм                                                                        | • «Длинный и короткий и высокий»          | The Long and the Short and the Tall | Лесли Норман                                        |
| Лучший британский фильм                                                                        | • «Невинные»                              | The Innocents                       | Джек Клейтон                                        |
| Лучший британский фильм                                                                        | • «Свистни по ветру»                      | Whistle Down the Wind               | Брайан Форбс                                        |
| Лучший анимационный фильм                                                                      | • «Сто один далматинец»                   | One Hundred and One Dalmatians      | Клайд Джероними, Хэмилтон Ласк, Вольфганг Райтерман |
| Лучший анимационный фильм                                                                      | • «Мультипликационный набор „Сделай сам“» | The Do-It-Yourself Cartoon Kit      | Боб Годфри                                          |
| Лучший анимационный фильм                                                                      | • —                                       | For Better…..for Worse              | —                                                   |
| Лучший короткометражный фильм                                                                  | • «Конечная станция»                      | Terminus                            | Джон Шлезингер                                      |
| Лучший короткометражный фильм                                                                  | • —                                       | Eyes of a Child                     | —                                                   |
| Лучший короткометражный фильм                                                                  | • «Позвольте моим людям идти»             | Let my People Go                    | Джон Криш                                           |
| Лучший специализированный фильм                                                                | • —                                       | Electron Microscopy                 | —                                                   |
| Лучший специализированный фильм                                                                | • —                                       | Mr Marsh comes to School            | —                                                   |
| Лучший специализированный фильм                                                                | • —                                       | O for Oxygen                        | —                                                   |
| Награда объединённых наций United Nations Award                                                | • «Позвольте моим людям идти»             | Let My People Go                    | Джон Криш                                           |
| Награда объединённых наций United Nations Award                                                | • «Лучшие враги»                          | The Best of Enemies                 | Гай Хэмилтон                                        |
| Награда объединённых наций United Nations Award                                                | • —                                       | Take a Giant Step                   | Филип Ликок                                         |
| Награда имени Роберта Флаэрти за лучший документальный фильм Robert Flaherty Documentary Award | • «Вулкан»                                | Les Rendez-vous du Diable           | Гарун Тазиев                                        |
| Актёрские работы                                                                               |                                           |                                     |                                                     |
| Категория                                                                                      | Имя                                       | Фильм — русскоязычное название      | Фильм — оригинальное название                       |
| Лучший британский актёр                                                                        | • Питер Финч                              | «Нет любви для Джонни»              | No Love for Johnnie                                 |
| Лучший британский актёр                                                                        | • Дирк Богард                             | «Жертва»                            | Victim                                              |
| Лучший иностранный актёр                                                                       | • Пол Ньюман                              | «Мошенник»                          | The Hustler                                         |
| Лучший иностранный актёр                                                                       | • Владимир Ивашов                         | «Баллада о солдате»                 |                                                     |
| Лучший иностранный актёр                                                                       | • Монтгомери Клифт                        | «Нюрнбергский процесс»              | Judgment at Nuremberg                               |
| Лучший иностранный актёр                                                                       | • Филипп Лерой                            | «Дыра»                              | Le trou                                             |
| Лучший иностранный актёр                                                                       | • Сидни Пуатье                            | «Изюминка на Солнце»                | A Raisin in the Sun                                 |
| Лучший иностранный актёр                                                                       | • Альберто Сорди                          | «Лучшие враги»                      | The Best of Enemies                                 |
| Лучший иностранный актёр                                                                       | • Максимилиан Шелл                        | «Нюрнбергский процесс»              | Judgment at Nuremberg                               |
| Лучшая британская актриса                                                                      | • Дора Брайан                             | «Вкус мёда»                         | A Taste of Honey                                    |
| Лучшая британская актриса                                                                      | • Дебора Керр                             | «Бродяги»                           | The Sundowners                                      |
| Лучшая британская актриса                                                                      | • Хэйли Миллс                             | «Свистни по ветру»                  | Whistle Down the Wind                               |
| Лучшая иностранная актриса                                                                     | • Софи Лорен                              | «Чочара»                            | La Ciociara                                         |
| Лучшая иностранная актриса                                                                     | • Анни Жирардо                            | «Рокко и его братья»                | Rocco e i suoi fratelli                             |
| Лучшая иностранная актриса                                                                     | • Пайпер Лори                             | «Мошенник»                          | The Hustler                                         |
| Лучшая иностранная актриса                                                                     | • Клодия Макнил                           | «Изюминка на Солнце»                | A Raisin in the Sun                                 |
| Лучшая иностранная актриса                                                                     | • Джин Сиберг                             | «На последнем дыхании»              | Breathless                                          |
| Самый многообещающий новичок                                                                   | • Рита Ташингем                           | «Вкус мёда»                         | A Taste of Honey                                    |
| Самый многообещающий новичок                                                                   | • Мюррей Мелвин                           | «Вкус мёда»                         | A Taste of Honey                                    |
| Самый многообещающий новичок                                                                   | • Тони Хэнкок                             | «Бунтарь»                           | The Rebel                                           |
| Другие категории                                                                               |                                           |                                     |                                                     |
| Категория                                                                                      | Имя                                       | Фильм — русскоязычное название      | Фильм — оригинальное название                       |
| Лучший сценарий для британского фильма                                                         | • Шила Делани, Тони Ричардсон             | «Вкус мёда»                         | A Taste of Honey                                    |
| Лучший сценарий для британского фильма                                                         | • Уолф Манковиц, Вэл Гест                 | «День, когда загорелась Земля»      | The Day the Earth Caught Fire                       |
| Лучший сценарий для британского фильма                                                         | • Дженет Грин, Джон МакКормик             | «Жертва»                            | Victim                                              |
| Лучший сценарий для британского фильма                                                         | • Карл Форман                             | «Пушки острова Навароне»            | The Guns of Navarone                                |
| Лучший сценарий для британского фильма                                                         | • Тед Уиллис                              | «Огненные улицы»                    | Flame in the Streets                                |
| Лучший сценарий для британского фильма                                                         | • Кит Уотерхаус, Уиллис Холл              | «Свистни по ветру»                  | Whistle Down the Wind                               |